# Morodok Techo Nationaal Stadion
Het Morodok Techo Nationaal Stadion (Khmer: កីឡដ្ឋានជាតិមរតកតេជោ) is een multifunctioneel stadion in Phnom Penh, de hoofdstad van Cambodja. Het maakt deel uit van een groter sportcomplex.
De bouw van het stadion begon in april 2017. Het stadion ligt in het noorden van de hoofdstad, waar steeds meer agrarisch gebied deel uitmaakt van de metropool van Phnom Penh. De bouw werd gefinancierd door de Chinese overheid, de bouw kostte ongeveer CNY 1,1 miljard. Het stadion is gebouwd door het Chinese bedrijf China State Construction Engineering Corporation. Op 16 augustus 2021 was het stadion voltooid. De officiële openingsceremonie was op 18 december van dat jaar.
Het ontwerp van het stadion is zo gemaakt dat het een zeilschip symboliseert. Dit verwijst naar de oudheid waar Chinezen met eenzelfde boot naar Cambodja reisden.
Het stadion wordt gebruikt voor internationale wedstrijden van het Cambodjaans voetbalelftal. Zo werd het stadion gebruikt op het Zuidoost-Aziatisch kampioenschap voetbal van 2022. Op dat toernooi speelde Cambodja in dit stadion tegen de Filipijnen. In 2023 gingen er ceremonies en wedstrijden van de Zuidoost-Aziatische Spelen 2023 door.